# سید نقشبندی
سید محمد النقشبندی (۷ ژانویه ۱۹۲۰ - ۱۴ فوریه ۱۹۷۶) قاری و خواننده مذهبی مصری بود. و صاحب مکتب ممتاز در مناجات یکی از مشهورترین خوانندگان و مداحان تاریخ مناجات مذهبی، از صدایی برخوردار است که نوازندگان آن را یکی از قوی‌ترین و گسترده‌ترین صداهای تاریخ رادیو می‌دانند.
نقشبندی از دو هجاء تشکیل شده‌است: «نقش» و «بندی» و معنای آن در زبان عربی عبارت است از: قلب، یعنی: نوشته عشق خدا بر دل. کتیبه یک آیتم به زبان فارسی است نقاش یا قلمزن است و نقشبندی مربوط به گروهی از صوفیان معروف به نقشبندی و منسوب به شیخ بهاءالدین نقشبند متوفی سال ۷۹۱ هجری قمری است.
صدای گیرا، قوی او همیشه احساسات مردم را می‌لرزاند و یکی از مهمترین ویژگی های ماه رمضان صدای وی بود که در ایام افطار با گوش و دل میلیون‌ها نفر با مناجات سرچشمه می‌گرفتند. قلبش را جلوی حلقش می‌برد و احساسات مسلمانان را با خود بالا می‌برد و آنها را با حرمت شیخ سید نقشبندی به مناجات می‌خواند. دربارهٔ او گفتند و در ادعیه و حمد توانایی زیادی داشت تا اینکه صاحب مکتب شد و او را صوت فروتن و تاج نامیدند.

## بخشی از زندگی او
او در روستای دمیره، یکی از روستاهای استان دکاهلیه، در مصر در سال ۱۹۲۰ میلادی به دنیا آمد. او مدت زیادی در دمیرا نماند، زیرا خانواده اش در حالی که ده سال بیشتر نداشت به شهر تاهتا در جنوب مصر علیا نقل مکان کردند. وی در طهتا، پیش از پایان سال هشتم، قرآن کریم را به دست شیخ احمد خلیل حفظ کرد و در محافل ذکری در میان پیروان نقشبندیه یادگرفت. پدربزرگ شیخ سید محمد بهاءالدین نقشبندی است که از بخارای آذربایجان به مصر برای پیوستن به الازهر مهاجرت کرد و پدرش از عالمان دینی و شیوخ صوفیه نقشبندی است. او در ولادت ابوالحجاج القصاری، عبدالرحیم قنوی و جلال الدین سیوطی فراوان می‌رفت و اشعار و ابن آفرید را حفظ می‌کرد.
در سال ۱۹۵۵ در شهر طنطا ساکن شد و در استان‌های مصر و کشورهای عربی شهرت یافت و به دعوت حافظ اسد رئیس‌جمهور سوریه برای احیای شب‌های مذهبی به حلب، حماه و دمشق سفر کرد و از ابوظبی نیز دیدن کرد. اردن، ایران، یمن، اندونزی، مغرب، کشورهای خلیج فارس و اکثر کشورهای آفریقایی و آسیایی بارها در سفر خود به عربستان سعودی.
شیخ سید النقشبندی در سال ۱۹۶۶ در مسجد امام حسین قاهره بود و به‌طور اتفاقی با احمد فرج رادیو رادیو ملاقات کرد، به همین دلیل چند برنامه ضبط شده در رحب الله را با او ضبط کرد و سپس دعاهای دینی زیادی را ضبط کرد. برنامه دعایی که همه روزه بعد از اذان مغرب پخش می‌شد و همچنین در قسمت‌های برنامه تلویزیونی نور الاسماء الحسنه و ضبط برنامه حقیقت جویانه شرکت داشت که داستان آن را روایت می‌کند. صحابی بزرگ سلمان فارسی، علاوه بر جمعی از ادعیه که توسط محمود الشریف ، سید مکاوی، بلیغ حمدی، احمد صدقی و حلمی امین سروده شده‌است.
دکتر مصطفی محمود در برنامه عالم و ایمان شیخ سید النقشبندی با بیان (او مانند نور بی همتا و شریفی است که احدی به آن نرسیده‌است) توضیح داد و صاحب نظران صوت بر این نکته اتفاق نظر داشتند که صدای شیخ بزرگوار یکی از شیرین‌ترین صداهایی که دعای دینی می‌کرد صدایش هشت لایه است و جواب می‌گفت و جواب جواب صدایش بین میزانسن و سوپرانو در نوسان است. شیخ در سال ۱۹۶۷ میلادی وارد رادیو شد و انبوهی از نغمه‌ها و ادعیه را به رادیو باقی گذاشت، علاوه بر قرائت قرآن توسط السمیع.

## سخنان نقشبندی
شیخ سیدالنقشبندی صدای بی نظیری بود که زمانش نرسیده‌است، می‌خواند و تو را به دنیایی دیگر می‌برد، احساس می‌کنی صدای کروسانی از بهشت می‌شنوی، با گوش دادن به شاهکار او «من» قلبت می‌لرزد. پروردگارا، من درب خانه تو هستم» و با شنیدن شعار «خدا، خدا»، احساس می‌کنی تکه‌ای از بهشت را لمس می‌کنی.
نوه «النقشبندی» افزود: پدربزرگم از برادرش خواست که سریع کاغذ و خودکار بیاورد و او چند خط نوشت و کاغذ را به او داد و گفت تا وقت ضرورت آن را نخوان. سپس به خانه خود در تانتا بازگشت.»
وی ادامه داد: یک روز پدربزرگم احساس خستگی کرد به همین دلیل به دکتر محمود جامع در بیمارستان المباره طنطا رفت و دکتر جامع این ماجرا را گفت. «در قفسه سینه ام احساس درد می‌کنم و در عرض چند دقیقه روحش در اتاق معاینه سرازیر شد.»
نوه گیتار السما خاطرنشان کرد: برادر شیخ النقشبندی کاغذی را که پس از مرگش نوشته بود باز کرد و آن را وصیت نامه شیخ سید یافت که در آن توصیه می‌کند که او را با مادرش در قبرستان دفن کنند. از فرمان خلویه در باغات و عدم برگزاری مراسم ختم برای او و قناعت به تسلیت و ترحیم در روزنامه‌ها و توصیه به نگهداری از همسر و فرزندانش.
نوه نقشبندی می‌گوید که پدربزرگش با دختر عمویش ازدواج کرده بود و از او دارای پنج فرزند بود: «لیلا، محمد، احمد، سواد و فاطمه.» همسرش پس از یک سفر مرض قند از دنیا رفت و شیخ او را بسیار دوست داشت. بسیار و از مرگ او متأثر شد و پسرانش پس از مرگ مادرشان به او پیشنهاد ازدواج دادند و همانا از زنی از منصوره با او ازدواج کردند که از او سه پسر داشت: «ابراهیم، رباع، و سید». او پیش از تولد کوچکترین پسرش السید درگذشت و مادرش را باردار گذاشت، در حالی که ابراهیم تنها ۳ سال داشت و چهارمین «یک سال و نیم» بود.
نوه نقشبندی افزود: وقتی پدربزرگش فوت کرد فقط ۳ لیره در جیبش بود و زمین و خانه و پول را ترک نکرد، همان‌طور که هرچه می‌گرفت خرج فقرا می‌کرد و همیشه می‌گفت: رادیو پس از مرگش به فرزندانش مستمری نمی‌گیرد و پس از او در شرایط سختی زندگی کردند،

## مرگ
او در ۱۴ فوریه ۱۹۷۶ بر اثر سکته قلبی درگذشت.